# Enizemum petiolatum
Enizemum petiolatum är en stekelart som först beskrevs av Thomas Say 1835.  Enizemum petiolatum ingår i släktet Enizemum och familjen brokparasitsteklar. Inga underarter finns listade i Catalogue of Life.